# Melissa officinalis
La melissa vera (nome scientifico Melissa officinalis L., 1753) è una piccola pianta perenne erbacea aromatica dai delicati fiori labiati appartenente alla famiglia delle Lamiacee.

## Etimologia
Il nome generico (Melissa, dal greco antico: μέλισσα?, mélissa, "ape") secondo la mitologia fa riferimento ad una ninfa che avrebbe inventato l'arte dell'apicoltura. Joseph Pitton de Tournefort, un botanico francese, è stato il primo a nominare queste piante. L'epiteto specifico (officinalis) indica una pianta curativa o supposta medicinale.
Il nome scientifico della specie è stato definito da Linneo (1707–1778) nella pubblicazione "Species Plantarum - 2: 592. 1753" del 1753.

## Descrizione
L'altezza di queste piante varia da (3) 5 a 8 dm. La forma biologica è emicriptofita scaposa (H scap), ossia in generale sono piante erbacee, a ciclo biologico perenne, con gemme svernanti al livello del suolo e protette dalla lettiera o dalla neve e sono dotate di un asse fiorale eretto e spesso privo di foglie. Tutte le parti di queste piante hanno un gradevole odore di limone e bergamotto.

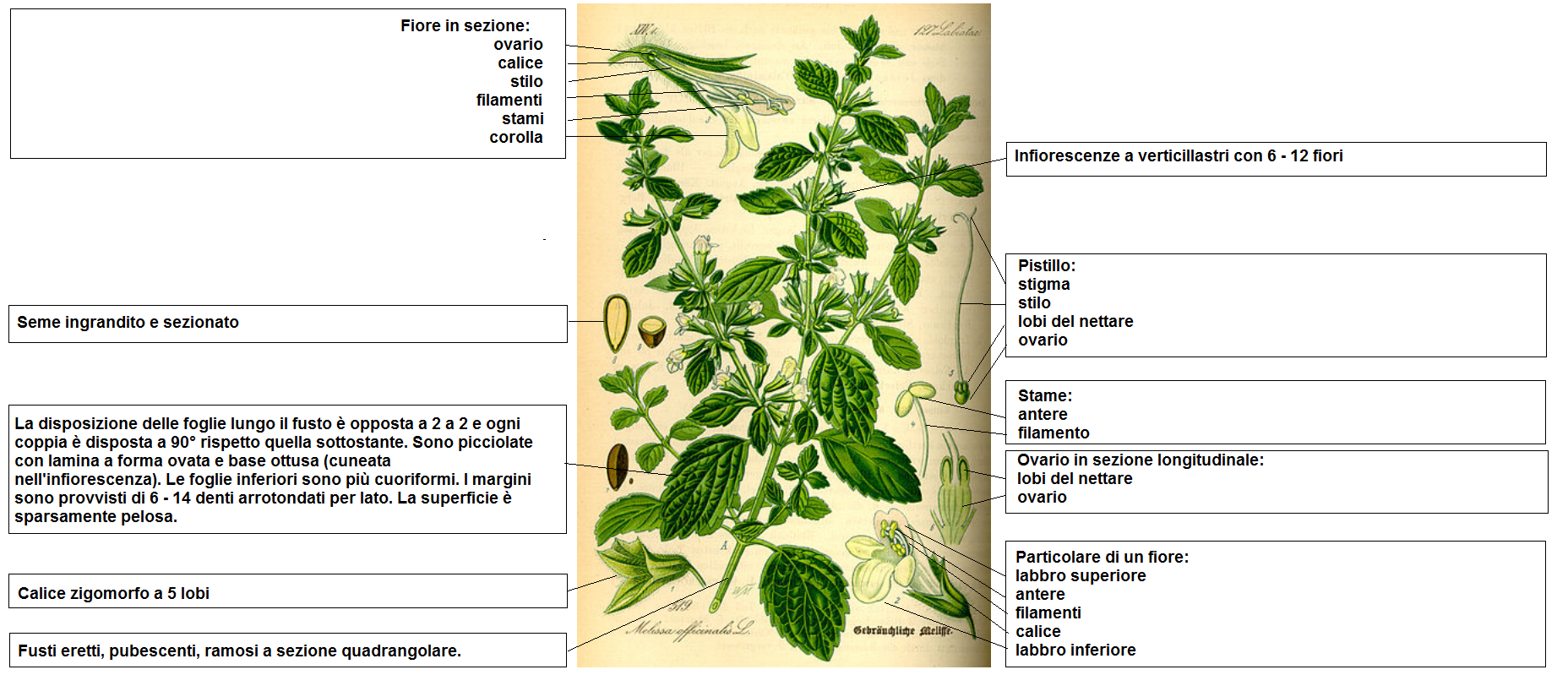
Descrizione delle parti della pianta

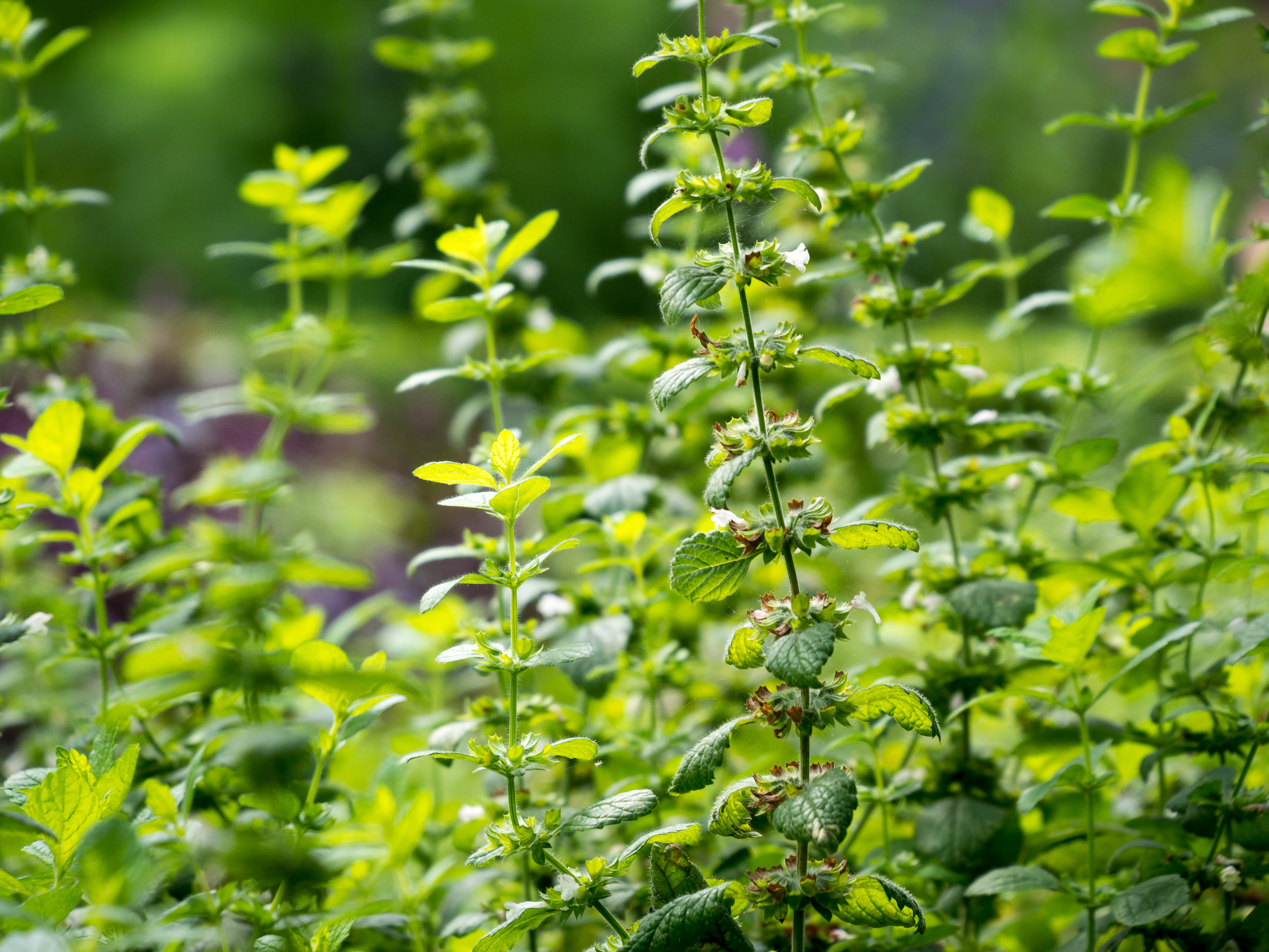
Il portamento

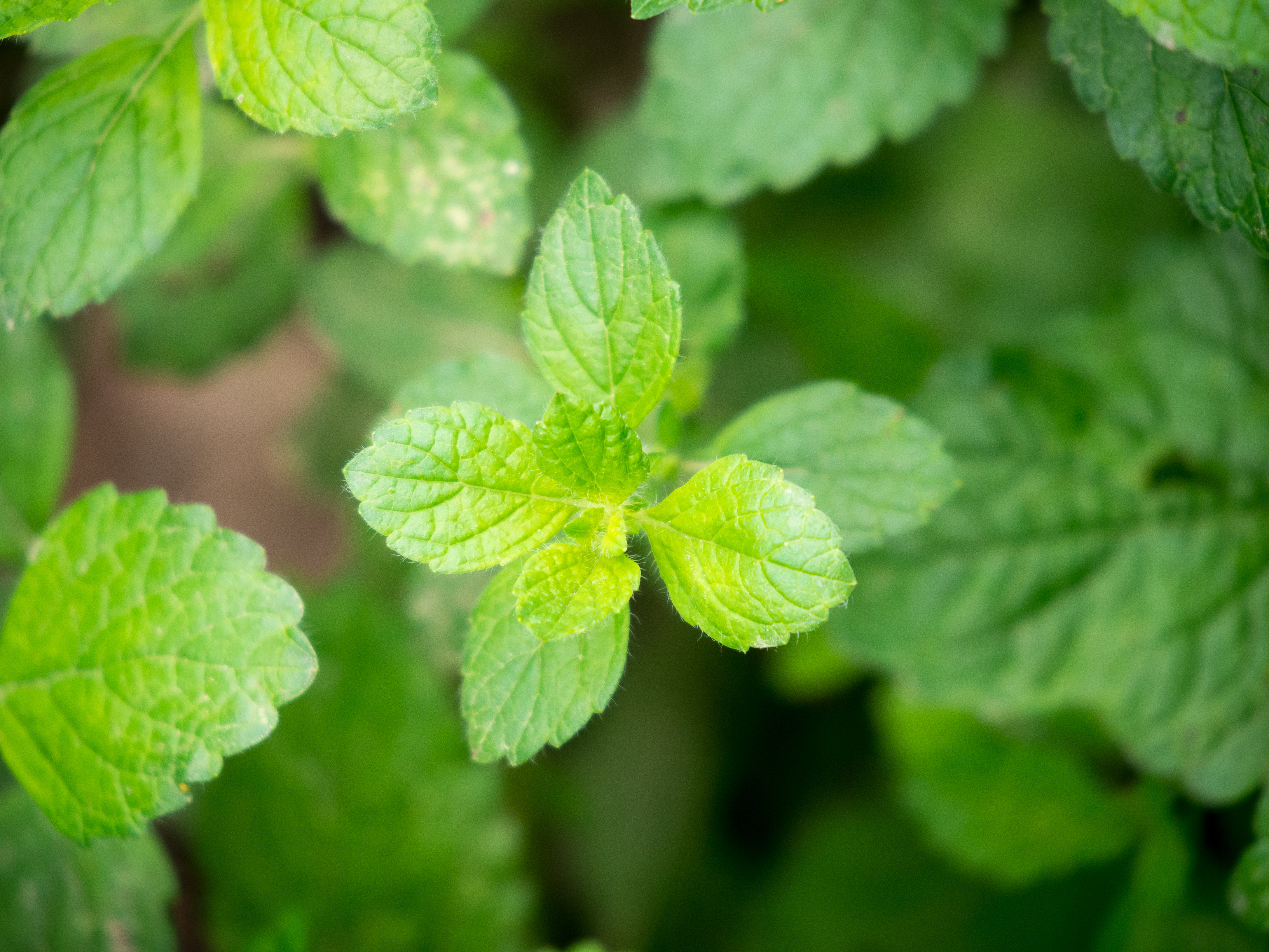
Le foglie

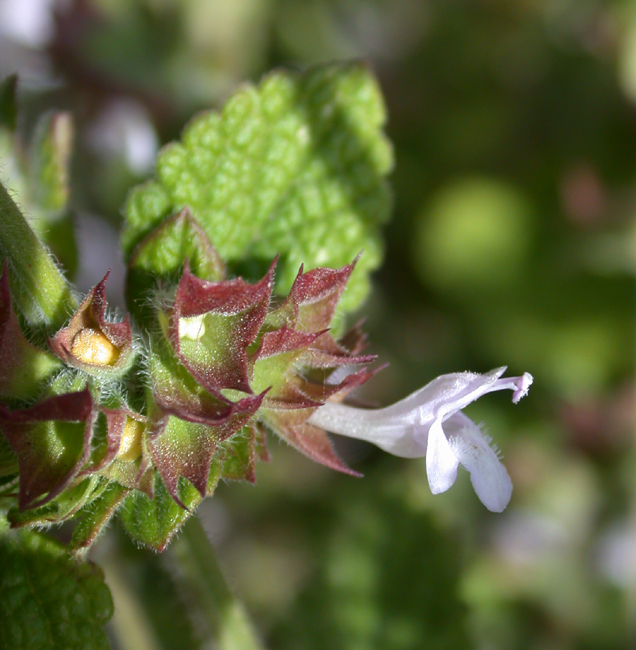
I fiori

### Radici
Le radici sono secondarie da rizoma. Il rizoma normalmente è orizzontale.

### Fusto
La parte aerea del fusto è eretta e ampiamente ramosa. Gli spigoli dei rami sono ricoperti da setole patenti lunghe 6 – 13 mm. Ai nodi le setole formano dei ciuffi biancastri. Il resto della pianta è più o meno glabro, soprattutto alla base. I fusti sono a sezione quadrangolare (a causa della presenza di fasci di collenchima posti nei quattro vertici). 

### Foglie
La disposizione delle foglie lungo il fusto è opposta a 2 a 2 e ogni coppia è disposta a 90° rispetto a quella sottostante. Sono picciolate con lamina a forma ovata e base ottusa (cuneata nella zona dell'infiorescenza). Le foglie inferiori sono più cuoriformi. I margini sono provvisti di 6 - 14 denti arrotondati per lato. La superficie è sparsamente pelosa. Il colore delle foglie è verde intenso nella parte superiore e verde chiaro nella parte inferiore. La consistenza delle foglie è lievemente membranosa, sono inoltre cosparse di cellule oleifere; il loro aspetto ricorda molto la pianta dell'ortica e il profumo è simile a quello del limone. Dimensione della lamina della foglie: larghezza 3 – 4 cm; lunghezza 4 – 5 cm. Lunghezza del picciolo: 2 – 3 cm.

### Infiorescenza
Le infiorescenze è formata da verticillastri più o meno distanziati composti da 2 - 14 fiori peduncolati all'ascella di foglie normali. I fiori, a volte unilaterali, sono sottesi da bratteole a forma lanceolata e contorno intero. I fiori hanno un portamento nutante. Dimensione della lamina delle bratteole: larghezza 1,5 – 2 mm; lunghezza 3 – 7 mm. Lunghezza del peduncolo: 2 – 4 mm.

### Fiore
I fiori sono ermafroditi, zigomorfi, tetraciclici (con i quattro verticilli fondamentali delle Angiosperme: calice– corolla – androceo – gineceo) e pentameri (ogni verticillo ha 5 elementi). Lunghezza dei fiori: 8 – 15 mm.
- Formula fiorale. Per la famiglia di queste piante viene indicata la seguente formula fiorale:

X, K (5), [C (2+3), A 2+2] G (2), supero, 4 nucule
- Calice: il calice è tubuloso-campanulato (gamosepalo - i sepali sono concresciuti) e zigomorfo (le fauci terminano in modo bilabiato). Il calice è percorso da 13 nervature longitudinali. Alla fruttificazione il dente/lobo centrale del labbro superiore è ben sviluppato. Lunghezza del tubo: 4 mm. Lunghezza dei denti: 6 – 9 mm.
- Corolla: la corolla è bilabiata (gamopetala con struttura 2/3 - corolla zigomorfa): il labbro superiore è formato da due lobi lievemente ripiegati all'insù e ravvicinati; il labbro inferiore, più grande di quello superiore, è formato da tre lobi (quello centrale è più grande di tutti ed è concavo). All'interno il tubo corollino è privo dell'anello di peli caratteristico delle labiate. Il colore è giallastro; dopo la fecondazione diventa bianco o rosa.
- Androceo: gli stami sono quattro (un quinto stame è atrofizzato) e tutti fertili e con filamenti paralleli (non convergenti); sono inoltre inclusi. Gli stami sono didinami: i due posteriori sono più lunghi di quelli anteriori e sono avvicinati alla parte superiore della corolla. I granuli pollinici sono del tipo tricolpato o esacolpato.
- Gineceo: l'ovario è supero (o semi-infero) formato da due carpelli saldati (ovario bicarpellare) ed è 4-loculare per la presenza di falsi setti divisori all'interno dei due carpelli. La placentazione è assile. Gli ovuli sono 4 (uno per ogni presunto loculo), hanno un tegumento e sono tenuinucellati (con la nocella, stadio primordiale dell'ovulo, ridotta a poche cellule).[18]. Lo stilo inserito alla base dell'ovario (stilo ginobasico) è del tipo filiforme e più o meno lungo come gli stami. Lo stigma è bifido con lobi subuguali. Il nettario è un disco (a 4 lobi) alla base e intorno all'ovario più sviluppato anteriormente e ricco di nettare.
- Fioritura: da (maggio) giugno a agosto.

### Frutti
Il frutto è un tetrachenio (composto da quattro nucule) racchiuso nel calice persistente. La forma è più o meno ovoidale. I semi sono sprovvisti di endosperma.

## Riproduzione
- Impollinazione: l'impollinazione avviene tramite insetti tipo ditteri e imenotteri, raramente lepidotteri (impollinazione entomogama).[12][19] I fiori sono apprezzati specialmente dalle api.
- Riproduzione: la fecondazione avviene fondamentalmente tramite l'impollinazione dei fiori (vedi sopra).
- Dispersione: i semi cadendo a terra (dopo essere stati trasportati per alcuni metri dal vento – disseminazione anemocora) sono successivamente dispersi soprattutto da insetti tipo formiche (disseminazione mirmecoria).

## Distribuzione e habitat

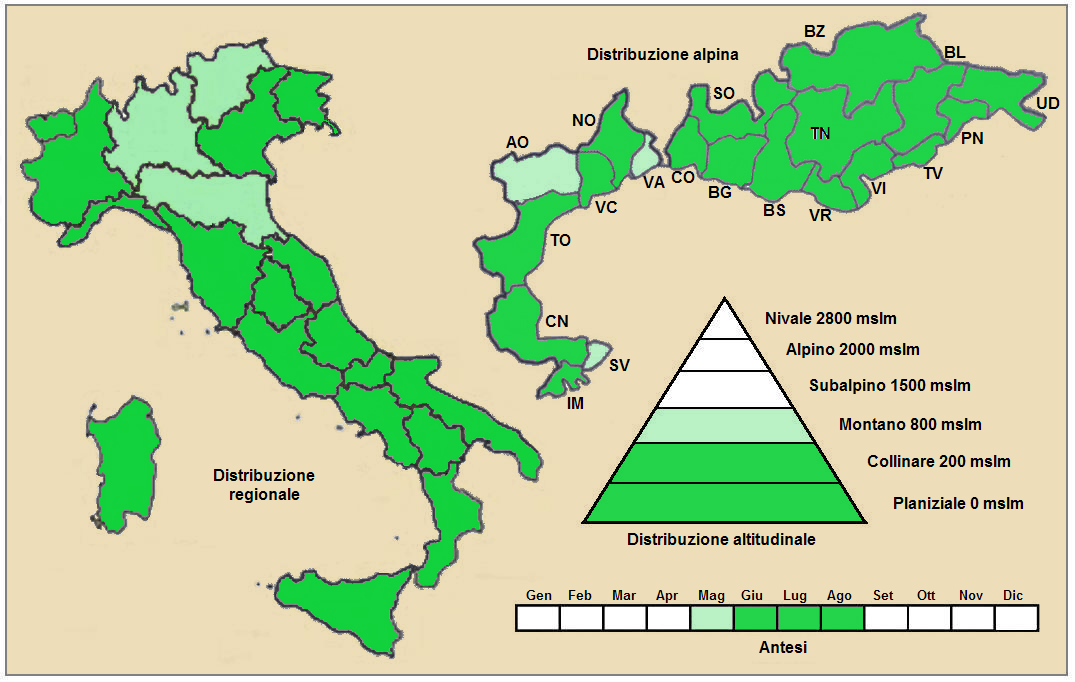
Distribuzione della pianta
(Distribuzione regionale – Distribuzione alpina)

- Geoelemento: il tipo corologico (area di origine) è Ovest Asiatico divenuto Euri-Mediterraneo.
- Distribuzione: in Italia è una specie che da comune è diventata rara, ed è comunque presente, in modo discontinuo, su tutto il territorio. Nelle Alpi è ovunque presente. Fuori dall'Italia, sempre nelle Alpi, questa specie si trova in Francia (tutti i dipartimenti alpini), in Svizzera (cantoni Ticino e Grigioni), in Austria (Länder del Vorarlberg, Tirolo Settentrionale, Salisburgo, Carinzia e Austria Inferiore) e in Slovenia. Sugli altri rilievi europei collegati alle Alpi si trova nei Vosgi, Massiccio del Giura, Massiccio Centrale, Pirenei e Carpazi.[21]
- Habitat: l'habitat tipico per questa pianta sono gli incolti, i ruderi e le coltivazioni inselvatichite. Spesso è una pianta coltivata per le sue proprietà aromatiche. Il substrato preferito è calcareo ma anche siliceo con pH neutro, alti valori nutrizionali del terreno che deve essere mediamente umido.[21]
- Distribuzione altitudinale: sui rilievi queste piante si possono trovare fino a 1000/2000 m s.l.m.; frequentano quindi i seguenti piani vegetazionali: collinare e in parte quello montano (oltre a quello planiziale – a livello del mare).

### Fitosociologia

#### Areale alpino
Dal punto di vista fitosociologico alpino la specie di questa scheda appartiene alla seguente comunità vegetale:
- Formazione: delle comunità perenni nitrofile

- Classe: Artemisietea vulgaris

- Ordine: Onopordetalia acanthii

- Alleanza: Arction lappae

#### Areale italiano
Per l'areale completo italiano Melissa officinalis appartiene alla seguente comunità vegetale:
- Macrotipologia: arbustivi
  - Classe: Rhamno catharticae-Prunetea spinosae
    - Ordine: Pyro spinosae-Rubetalia ulmifolii
      - Alleanza: Arundo plinii-Rubion ulmifolii

Descrizione: l'alleanza Arundo plinii-Rubion ulmifolii è relativa alle comunità dominate dalla specie Rubus ulmifolius e si sviluppa su terreni a varia ritenzione idrica. Si tratta di comunità con gradienti ecologici diversi in riferimento alla condizione idrica dei substrati. La distribuzione di questa alleanza è relativa all'Italia centro-meridionale e in generale all'area mediterranea europea.
Specie presenti nell'associazione: Clematis vitalba, Spartium junceum, Asparagus acutifolius, Arundo plinii, Arundo donax, Phragmites australis, Rubus ulmifolius, Urtica dioica, Rubia peregrina.
Altre alleanze per questa specie sono:
- Platanion orientalis.

## Tassonomia
La famiglia di appartenenza della specie (Lamiaceae), molto numerosa con circa 250 generi e quasi 7000 specie, ha il principale centro di differenziazione nel bacino del Mediterraneo e sono piante per lo più xerofile (in Brasile sono presenti anche specie arboree). Per la presenza di sostanze aromatiche, molte specie di questa famiglia sono usate in cucina come condimento, in profumeria, liquoreria e farmacia. La famiglia è suddivisa in 7 sottofamiglie: il genere Melissa è descritto nella tribù Mentheae (sottotribù Salviinae) appartenente alla sottofamiglia Nepetoideae. Nelle classificazioni più vecchie la famiglia Lamiaceae viene chiamata Labiatae.
Il numero cromosomico di M. officinalis è: 2n = 32 e 64.

### Variabilità
Non c'è unanimità nella definizione delle varie sottospecie di Melissa officinalis tra i vari Autori.
Pignatti nella "Flora d'Italia" descrive una Melissa romana Miller che in altre checklist è considerata sinonimo di M. officinalis e in altre ancora sinonimo della sottospecie Melissa officinalis subsp. altissima  (Sm.) Arcang., 1894. 
Di seguito vengono descritte brevemente queste varietà.

#### Sottospeciealtissima
- Nome scientifico: Melissa officinalis subsp. altissima  (Sm.) Arcang., 1894.
- Nome comune: melissa selvatica.
- Descrizione: queste piante sono alte da 4 a 15 dm; l'odore è sgradevole; la villosità è più densa; la base delle foglie è troncata o cordata; il colore delle foglie nella parte abassiale è grigio-tomentoso; il dente del labbro superiore del calice è molto ridotto.
- Tipo corologico: Steno-Mediterraneo.
- Distribuzione: in Italia è una sottospecie comune e si trova dal Centro verso il Sud. Nel resto dell'Europa si trova nella penisola Iberica, Balcanica e anche nella Transcaucasia e nell'Anatolia.[28]
- Habitat: l'habitat tipico sono gli incolti ombrosi e le siepi.
- Distribuzione altitudinale: sui rilievi queste piante si possono trovare fino a 800 m s.l.m..
- Note: i caratteri variabili sono probabilmente dovuti ad un caso di poliploidia (2n = 64) che però attraverso le varie generazioni si sono stabilizzati.[13]

#### Sottospecieinodora
- Nome scientifico: Melissa officinalis subsp. inodora Bornm., 1914.
- Distribuzione: Anatolia e Siria.[28]

### Sinonimi
Questa entità ha avuto nel tempo diverse nomenclature. L'elenco seguente indica alcuni tra i sinonimi più frequenti:
- Faucibarba officinalis (L.) Dulac
- Melissa altissima Sm.
- Melissa bicornis  Klokov
- Melissa cordifolia  Pers.
- Melissa corsica Benth.
- Melissa foliosa  Opiz ex Rchb
- Melissa graveolens  Host
- Melissa hirsuta  Hornem.
- Melissa inodora Bornm.
- Melissa occidentalis  Raf. ex Benth.
- Melissa officinalis subsp. altissima  (Sm.) Arcang.
- Melissa officinalis var. altissima  (Sm.) K.Koch
- Melissa officinalis var. cordifolia  (Pers.) K.Koch
- Melissa officinalis var. foliosa  Briq.
- Melissa officinalis var. graveolens  (Host) Nyman
- Melissa officinalis var. hirsuta  K.Koch
- Melissa officinalis var. romana  (Mill.) Woodv.
- Melissa officinalis var. villosa  Benth.
- Melissa romana  Mill.
- Melissa taurica  Benth.
- Mutelia officinalis  (L.) Gren. ex Mutel
- Thymus melissa  E.H.L.Krause

## Usi

### Farmacia
Melissa officinalis è nota per le sue proprietà medicamentose ed è molto apprezzata anche come erba aromatica e per la preparazione di infusi dissetanti dal sapore di agrumi (che le è valso il nome di "cedronella"). Le parti usate sono soprattutto le foglie, ma anche i fiori e gli steli, raccolti subito prima o durante la fioritura. 
La melissa è stata largamente utilizzata nei secoli scorsi in preparazioni specialistiche quali, per esempio, lo "spirito di melissa", detto "acqua antiisterica" perché particolarmente utile per calmare il nervosismo nelle giovani donne. 
In fitoterapia, della melissa sono utilizzati soprattutto le foglie ma anche i fiori e gli steli. Negli estratti della pianta sono rintracciabili: triterpeni, acido caffeico, acido rosmarinico e vari flavonoidi (luteolina, quercetina, apigenina, campferolo). È inoltre ottenibile un olio essenziale contenente citrale, citronellale e cariofillene.
Attualmente la Melissa officinalis viene impiegata come sedativo negli stati d'ansia con somatizzazioni viscerali ed irrequietezza ed anche in patologie dispeptiche gastroenteriche grazie alla sua azione spasmolitica e nella cura dell'emicrania.

### Controindicazioni ed effetti secondari
Viene controindicata per i soggetti affetti da glaucoma e che soffrono di ipotiroidismo. Non sono noti studi clinici controllati in donne in gravidanza e allattamento in conformità con la prassi medica generale, il prodotto non deve essere utilizzato senza prima aver sentito il parere del medico. (Guida Bibliografica ai più noti fitoterapici, Aboca 1999/2010)

### Cucina
Nell'uso popolare, la melissa viene apprezzata come erba aromatica: le sue foglie fresche sono usate per insaporire molti cibi. La conservazione della melissa viene fatta tagliando la pianta quando è ancora in fiore: si legano i rami in piccoli fasci e si appendono ad essiccare in un locale fresco e asciutto. Questo genere di pianta viene coltivata anche industrialmente: infatti, le foglie e i fiori freschi vengono raccolti due volte l'anno e distillati; il prodotto ottenuto è l'essenza di melissa che viene usata oltre che in profumeria anche nella preparazione di distillati come l'arquebuse, o di liquori come l'assenzio o la chartreuse.
In cucina è utilizzata come erba aromatica e officinale per insaporire diversi piatti, è apprezzato l'odore di limone che emana strofinando le foglie. La melissa è una buona pianta mellifera, ma non si riesce a produrre miele per la presenza solo sporadica della pianta, sia coltivata sia selvatica.

### Giardinaggio
La melissa si può facilmente coltivare in giardino con un qualsiasi tipo di terreno, i risultati saranno migliori se il terreno sarà fresco e leggero. Una zona parzialmente ombrosa è preferita.
La semina avviene in primavera direttamente all'aperto. Si possono anche moltiplicare per divisione dei cespi interrando le piantine ad una distanza di circa 30 cm in modo che abbiano spazio sufficiente per crescere e infoltirsi; in questo periodo le piantine andranno annaffiate abbondantemente; solo quando le piantine avranno attecchito bene le annaffiature andranno ridotte in modo da non compromettere il contenuto aromatico delle piante.

## Altre notizie
La melissa in altre lingue è chiamata nei seguenti modi:
- (DE)  Zitronen-Melisse
- (FR)  Mélisse officinale
- (EN)  Lemon Balm